# Vitex patula
Vitex patula là một loài thực vật có hoa trong họ Hoa môi. Loài này được E.A.Bruce miêu tả khoa học đầu tiên năm 1951.